# Comité Olímpico Argentino
O Comité Olímpico Argentino (COA) é a entidade máxima do desporto Olímpico na Argentina, e no que concerne à aplicação dos princípios da Carta Olímpica. Foi fundada em 31 de Dezembro de 1923 e está actualmente sediada na rua Juncal, em Buenos Aires, capital da Argentina (é sede desde 1978).
Desde o ano seguinte à fundação do COA, com os Jogos Olímpicos de Verão de 1924, os atletas argentinos participam ininterruptamente nas Olimpíadas de Verão.

## Presidentes do COA
| N.º | Director                      | Periodo       |
| --- | ----------------------------- | ------------- |
| 1   | Ricardo C. Aldao              | 1923 - 1927   |
| 2   | Juan Carlos Palacios          | 1927 - 1928   |
| 3   | Juan Bautista Peña            | 1928 - 1929   |
| 4   | Juan Carlos Gallegos          | 1929          |
| 5   | Horacio Bustos Morón          | 1929 - 1932   |
| 6   | Juan Carlos Palacios          | 1932 - 1933   |
| 7   | Alberto León                  | 1933 - 1934   |
| 8   | Próspero G. Alemandri         | 1934 - 1938   |
| 9   | Juan Carlos Palacios          | 1938 - 1947   |
| 10  | Ricardo Sánchez de Bustamante | 1947 - 1948   |
| 11  | Rodolfo Valenzuela            | 1948 - 1955   |
| 12  | Fernando I. Huergo            | 1955 - 1956   |
| 13  | José Oriani                   | 1957 - 1964   |
| 14  | Esteban Mallo                 | 1964 - 1965   |
| 15  | Ricardo Levene                | 1965 - 1967   |
| 16  | Jorge Noceti Campos           | 1967 - 1971   |
| 17  | Fernando Madero               | 1971 - 1973   |
| 18  | Pablo Cagnasso                | 1973 - 1977   |
| 19  | Antonio Rodríguez             | 1977 - 2005   |
| 20  | Julio Ernesto Cassanello      | 2005 - 2008   |
| 21  | Alicia Masoni de Morea        | 2008 - 2009   |
| 22  | Gerardo Werthein              | 2009 - 2021   |
| 23  | Mario Moccia                  | 2021-presente |